# Folu Erinle
Folu Erinle (* 29. Januar 1940) ist ein ehemaliger nigerianischer Hürdenläufer und Sprinter.
Bei den Olympischen Spielen 1964 in Tokio schied er über 110 m Hürden im Vorlauf aus und erreichte in der 4-mal-100-Meter-Staffel das Halbfinale.
1965 siegte er bei den Afrikaspielen in Brazzaville über 110 m Hürden und gewann Bronze über 100 m.
Bei den British Empire and Commonwealth Games 1966 in Kingston kam er über 120 Yards Hürden und mit der nigerianischen 4-mal-110-Yards-Stafette jeweils auf den sechsten Platz.

## Persönliche Bestzeiten
- 100 m: 10,5 s, 1965
- 110 m Hürden: 14,1 s, 1964